# 鹿森ダム
鹿森ダム（しかもりダム）は、愛媛県新居浜市立川町にある、二級河川国領川水系足谷川に建設されたダムである。ダム湖名は、別子の湖（べっしのみずうみ）（地図 - Google マップ）。

## 概要
国領川の相次ぐ氾濫に対する治水、工業都市新居浜市の工業用水への利水を主な目的とし、多目的ダムとして1962年（昭和37年）6月に竣工、1963年（昭和38年）供用開始。愛媛県管理6ダムのうち最も古いダム。ダム事業者は、愛媛県。
ダムの目の前（北側）に愛媛県道47号新居浜別子山線のループ橋（青龍橋：2010年2月竣工、4月28日開通）がある。

## 設備
- 発電、給水

左岸（県道と反対側）をダムから100mのところにある取水塔から下流の山根発電所に導水し最大出力6700kwが昭和41年4月に完成。さらに、発電後の水は山根配水場へ送られ、海岸地帯の各工場へ給水される。
この取水塔の前まではダムを渡って湖側に手すりもある遊歩道で行くことができるが取水塔には施錠がされ行けない、なお、その先は現在は荒れていて行けない。

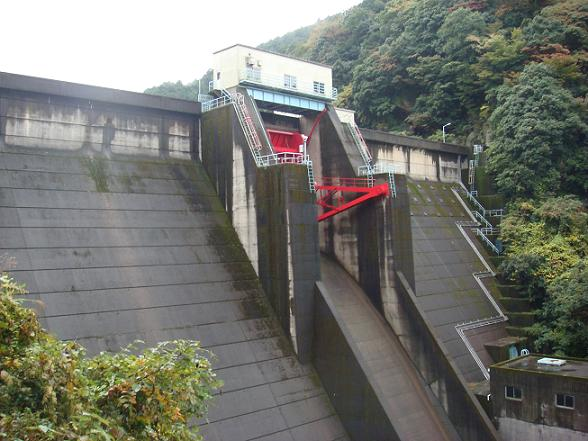
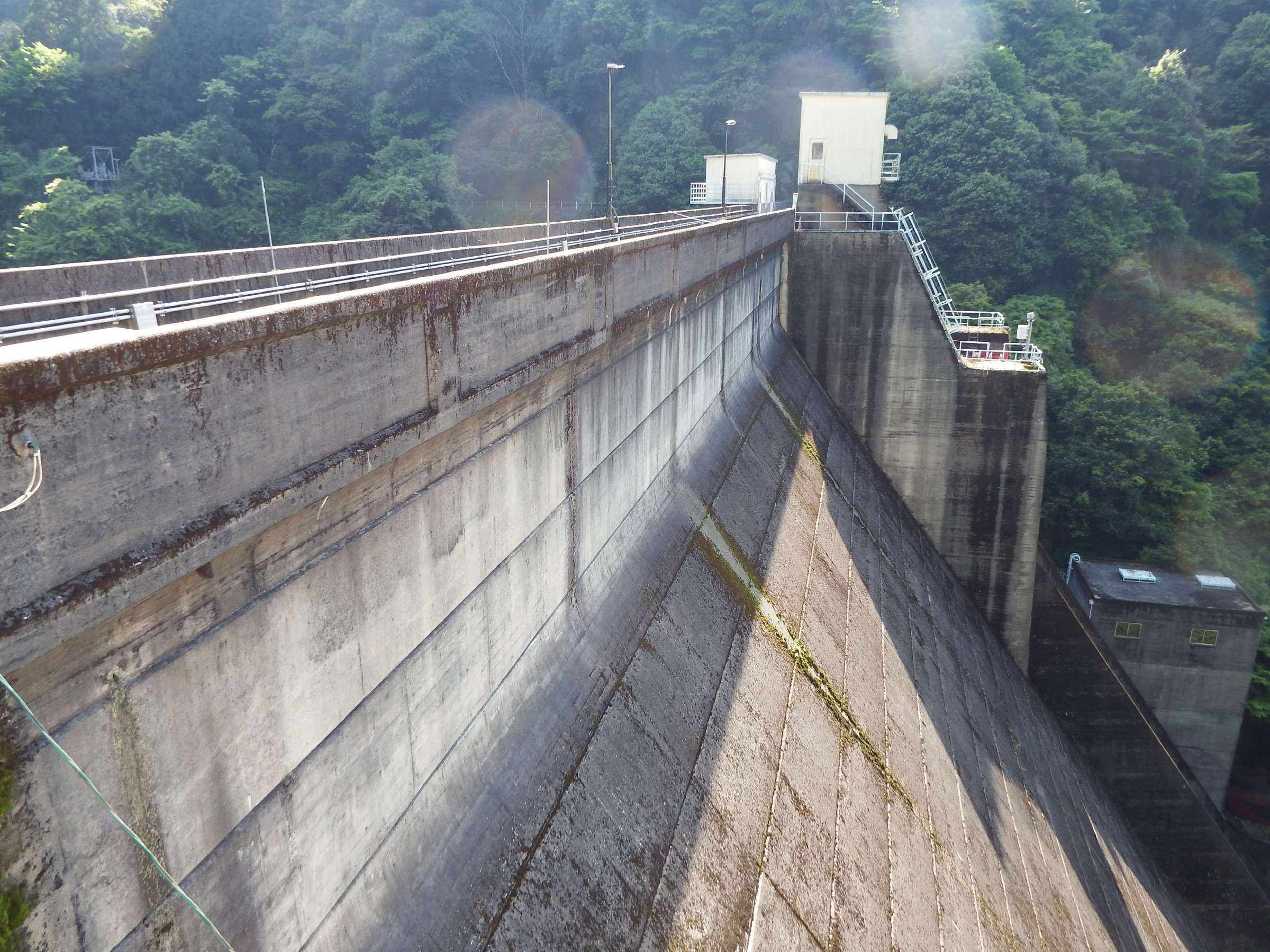
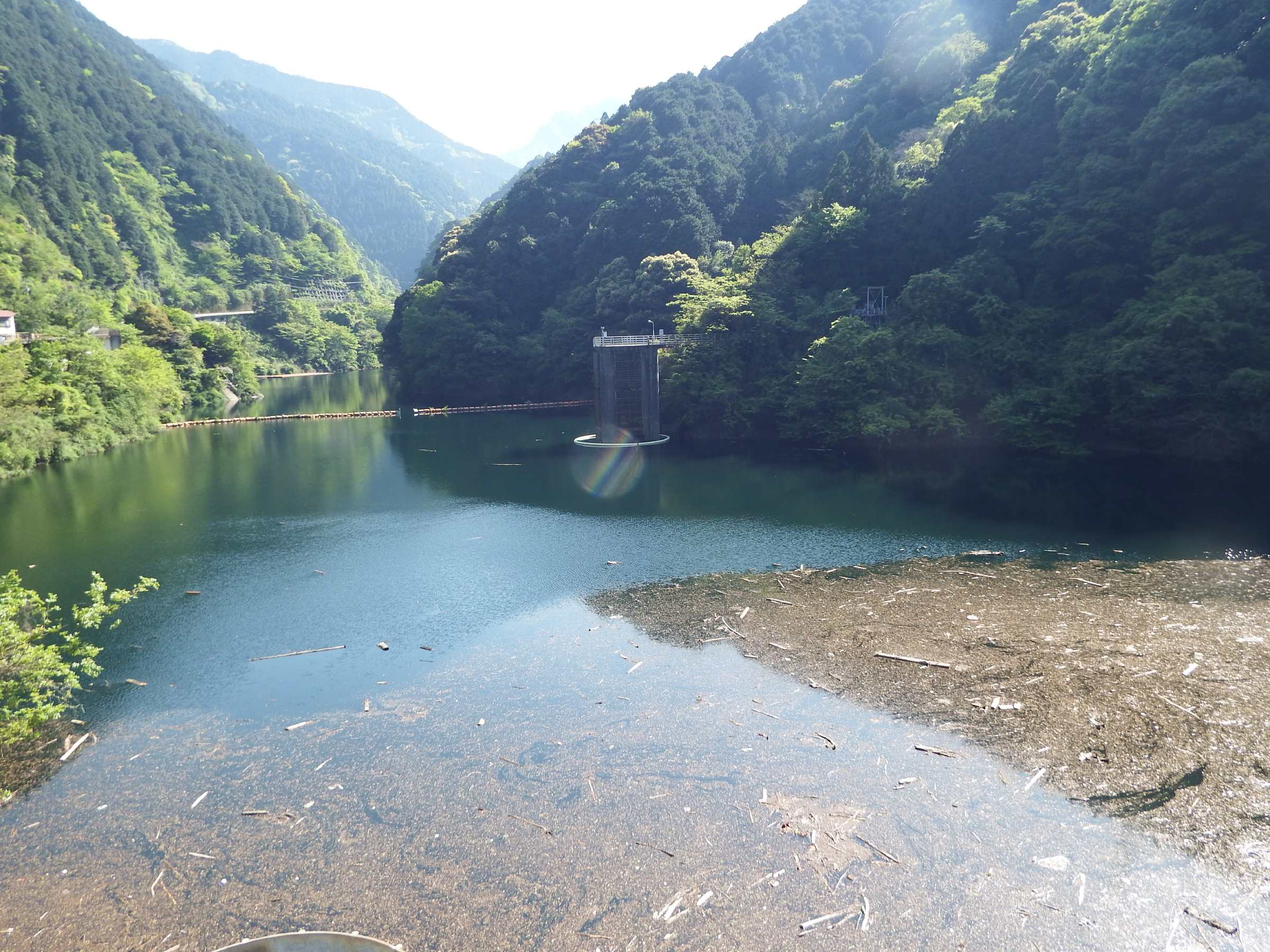
ダム湖